# Kosów Lacki

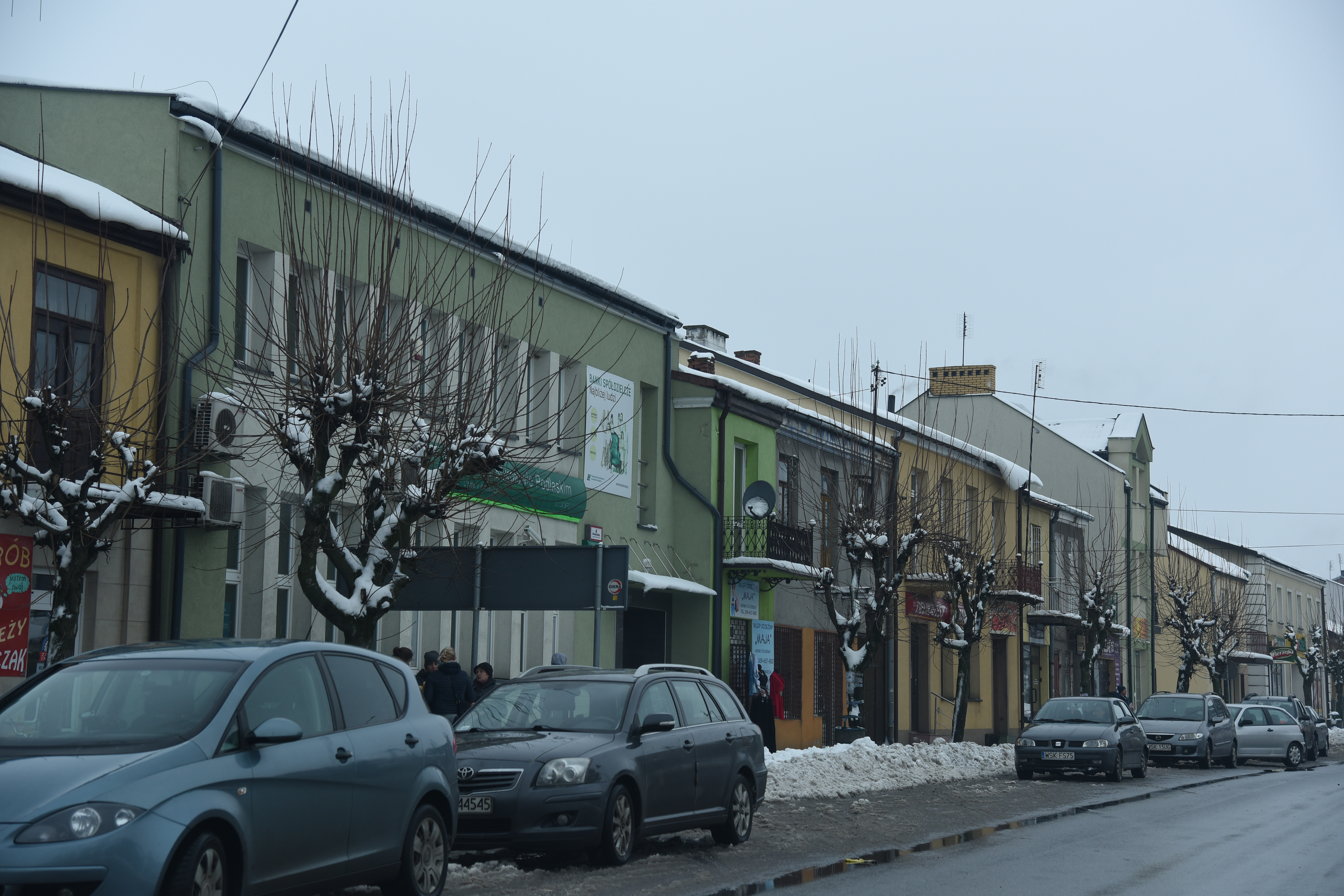
Fragment miasta

Kosów Lacki – miasto w Polsce, w województwie mazowieckim, w powiecie sokołowskim, siedziba gminy miejsko-wiejskiej Kosów Lacki. Położone nad Kosówką, dopływem Bugu. Leży na historycznym Podlasiu, w dawnej ziemi drohickiej.
Według danych z 31 grudnia 2021 miasto miało 2062 mieszkańców.
Ośrodek usługowy regionu rolniczego, przetwórstwo rolno-spożywcze, w tym duża mleczarnia. Węzeł dróg lokalnych i przystanek kolejowy na nieczynnej linii kolejowej Siedlce – Ostrołęka.
Kosów Lacki jest siedzibą  rzymskokatolickiej parafii Parafia Narodzenia Najświętszej Maryi Panny.

## Historia
Wieś nadana w 1417 roku kanonikowi kolegiaty pułtuskiej Marcinowi Ciołkowi przez wielkiego księcia litewskiego Michała. Do początków XIX wieku znajdowała się w rękach rodzin: Kosowskich (Ciołków), którzy wzięli nazwisko od miejscowości (przewodzili sejmikom szlacheckim, od czego powstało zapomniane obecnie przysłowie „kupą jak Kosowscy”), Nowińskich i Kuszlów, stając się ośrodkiem dużego majątku, w skład którego wchodziły okoliczne miejscowości. Parafia została prawdopodobnie erygowana w 1425 roku (ponownie w 1587). W okresie potopu szwedzkiego pod miejscowością miała miejsce potyczka wojsk Pawła Sapiehy z silnym oddziałem szwedzkim i hetmana Janusza Radziwiłła (w mieście znajdują się zbiorowe mogiły poległych w tej bitwie). W 1657 roku miejscowość została doszczętnie zniszczona przez pożar. W 1723 roku Kosów po raz pierwszy był wzmiankowany był jako miasto, które powstało z połączenia Kosowa Lackiego i Kosowa Ruskiego. W 1726 roku otrzymał przywilej na jarmarki. W 1759 roku miejscowość nawiedził ponownie duży pożar. W 1778 roku podkomorzy drohicki Franciszek Marceli Kossowski lokował Kosów jako miasto na mocy przywileju otrzymanego od króla Stanisława Augusta Poniatowskiego, zezwalającego na organizowanie w miejscowości dwóch targów tygodniowo i czterech jarmarków rocznie. Pomimo prób ożywienia miasteczko nie rozwinęło się. W 1866 roku utraciło prawa miejskie.
We wrześniu 1939 miejscowość została początkowo zajęta przez Armię Czerwoną. Następnie wkroczyły wojska hitlerowskie. Ze względu na przewagę wśród mieszkańców ludności żydowskiej, Kosów został uznany za tzw. Judenstadt (miasto żydowskie) czyli w całości miał charakter getta. W 1941 roku osiedlono tu Żydów z Kalisza. W dniach od 22–25 września 1942 Niemcy dokonali deportacji ludności żydowskiej do oddalonego o 10 km obozu zagłady w Treblince. Z miejscowości wywieziono ok. 1 200 Żydów, kilkudziesięciu zamordowano na miejscu. Kilka osób przechowali polscy sąsiedzi, w tym rodzina Kołkowskich, wyróżniona tytułem Sprawiedliwi wśród Narodów Świata.
W 1964 roku na plebanii w Kosowie Lackim odkryto obraz Ekstaza świętego Franciszka, którego autorstwo przypisuje się hiszpańskiemu malarzowi El Greco z XVI wieku. Odkrycia dokonały pracownice Instytutu Sztuki Polskiej Akademii Nauk, Izabella Galicka i Hanna Sygietyńska, sporządzające inwentaryzację zabytków. Obraz znajduje się w Muzeum Diecezjalnym w Siedlcach.
W latach 1975–1998 miasto administracyjnie należało do województwa siedleckiego.
1 stycznia 2000 Kosów odzyskał prawa miejskie.
Nazwa pochodzi od ptaka. Przydomek Lacki od Lachów, w odróżnieniu od położonego za Kosówką Kosowa Ruskiego, zamieszkanego przez Rusinów.

## Demografia

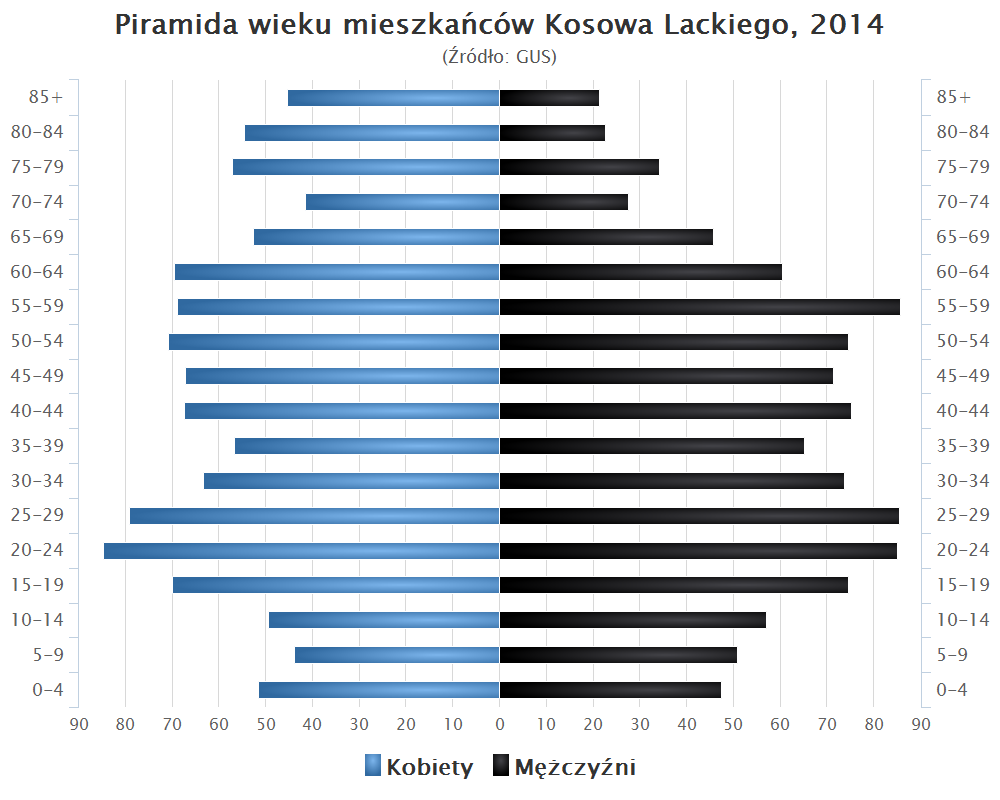
Piramida wieku mieszkańców Kosowa Lackiego w 2014 roku

## Polityka
Burmistrzowie:
- Andrzej Krasnodębski (1998-2010)
- Jan Słomiak (od 2010)

## Architektura

### Zabytki

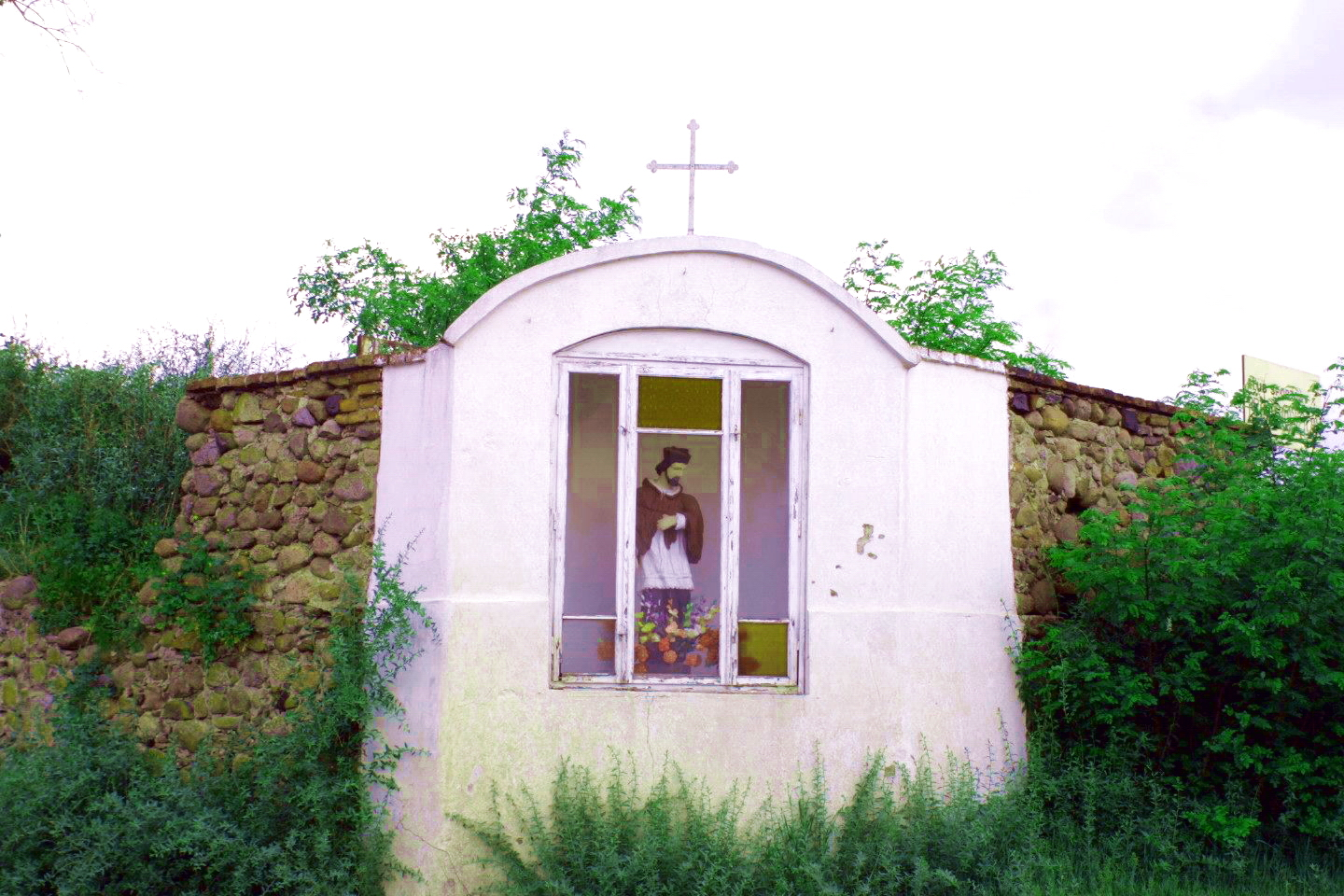
Kapliczka przydrożna z XVIII wieku

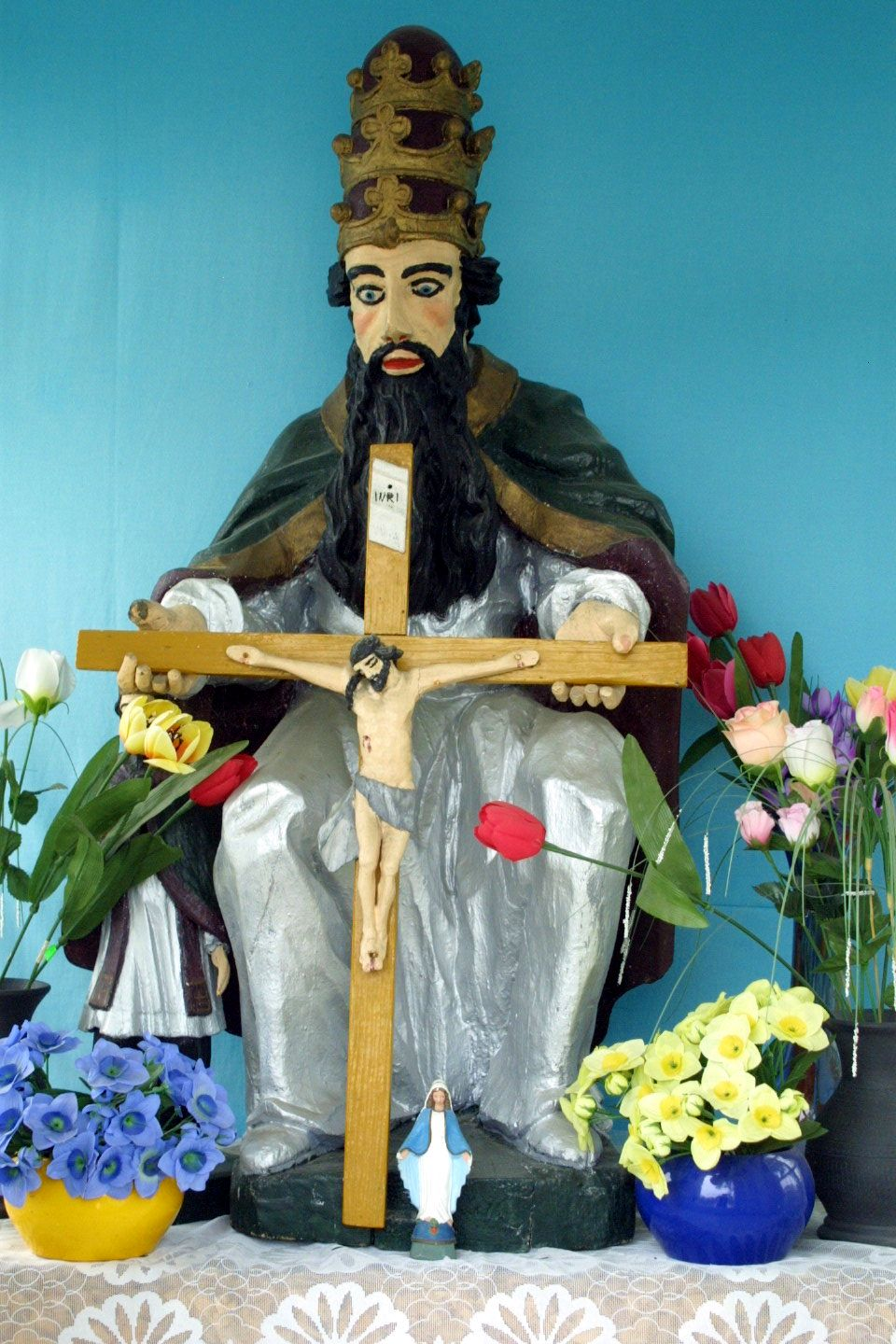
Tron Łaski

- Kościół parafialny pw. Narodzenia Najświętszej Marii Panny zbudowany w 1907 roku według projektu Józefa Piusa Dziekońskiego w miejscu kościoła drewnianego. Znaczna część wyposażenia pochodzi z poprzednich kościołów.
- Kapliczka przydrożna z XVIII wieku w formie sklepionej niszy w murze otaczającym pozostałości parku podworskiego. W środku figura św. Jana Nepomucena.
- Kapliczka przydrożna z pierwszej połowy XIX wieku. Czworoboczna, murowana, tynkowana, kryta dwuspadowym daszkiem. W środku ludowa figura Chrystusa Frasobliwego.
- Barokowo-ludowa rzeźba Trójcy Świętej w postaci Tronu Łaski, znajdująca się w dwudziestowiecznej kapliczce murowanej.

## Turystyka
- neogotycki kościół parafialny Narodzenia NMP
- bożnica żydowska
- drewniane budynki mieszkalne
- pozostałości parku dworskiego
- kopiec poświęcony powstańcom 1863 i II wojny światowej
- pomnik poświęcony Józefowi Piłsudskiemu
- pomnik ku czci żołnierzy WP i ofiar terroru
- rzeka Bug i Nadbużański Park Krajobrazowy
- rezerwat leśny Bojarski Grąd
- teren b. niemieckiego obozu zagłady Treblinka